# Gaston Ragueneau
Adolphe Gaston Ragueneau (Lione, 10 ottobre 1881 – Draveil, 14 luglio 1978) è stato un mezzofondista e siepista francese.

## Biografia
Nella sua carriera sportiva ottenne numerose vittorie a livello nazionale e la medaglia d'argento ai Giochi olimpici di Parigi 1900, nella gara dei 5000 metri a squadre.
Oltre all'Olimpiade parigina, Ragueneau prese parte alle Olimpiadi intermedie del 1906 di Atene e alle Olimpiadi 1908 di Londra. In queste ultime due manifestazioni non riuscì a raggiungere risultati di rilievo.

## Palmarès
| Anno | Manifestazione            | Sede   | Evento            | Risultato | Prestazione | Note |
| ---- | ------------------------- | ------ | ----------------- | --------- | ----------- | ---- |
| 1900 | Giochi olimpici           | Parigi | 5 000 m a squadre | Argento   | 29 p.       |      |
| 1906 | Giochi olimpici intermedi | Atene  | 5 miglia          | Finale    | dnf         |      |
| 1908 | Giochi olimpici           | Londra | 1 500 metri       | Batteria  | dnf         |      |
| 1908 | Giochi olimpici           | Londra | 5 miglia          | Batteria  | dnf         |      |
| 1908 | Giochi olimpici           | Londra | 3 200 siepi       | Batteria  | dnf         |      |